# 道の駅つちゆ

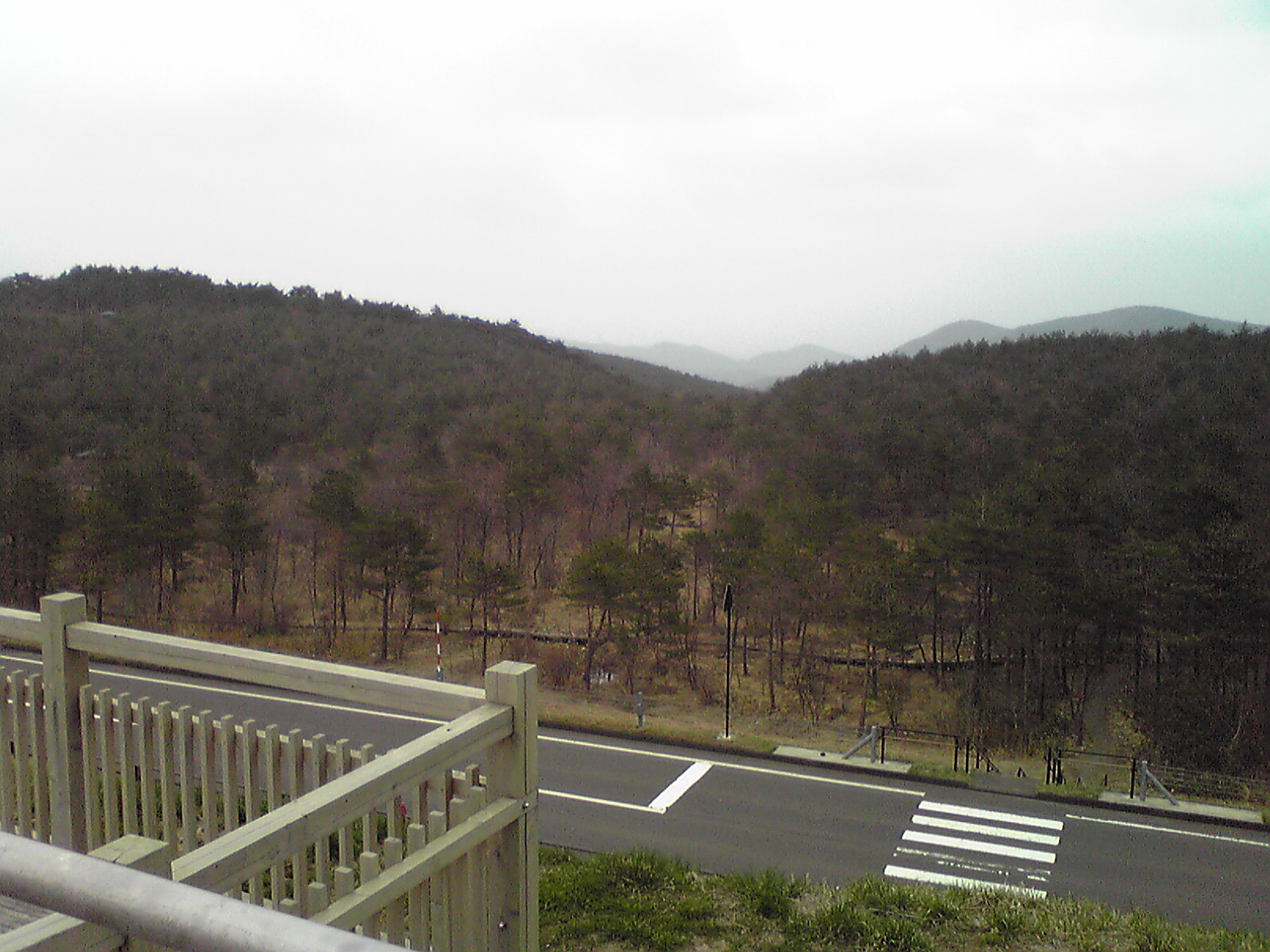
展望デッキからの眺め

道の駅つちゆ（みちのえき つちゆ）は、福島県福島市松川町水原にある国道115号の道の駅である。愛称はつちゆロードパーク福島県で最初に登録された道の駅である。
1993年（平成5年）4月22日に道の駅に登録された。

## 施設
- 駐車場
  - 普通車：56台
  - 大型車：8台
  - 身障者用：2台
- トイレ
  - 男：大 4器（2器）、小 10器（6器）
  - 女：13器（5器）
  - 身障者用：2器（1器）

※（）内は、24時間利用可能
- 公衆電話：1台
- 公衆FAX：1台
- レストハウス
  - 休憩コーナー
  - 売店
  - 軽食コーナー
- 情報コーナー

## 休館日
- 無休

## アクセス
- 国道115号
  - 国道459号（重複区間）
  - 福島県道30号本宮土湯温泉線（重複区間）

## 周辺
- 土湯温泉
- 塩沢温泉
- 東北サファリパーク
- きぼっこの森